# Melampyrum yezoense
Melampyrum yezoense är en snyltrotsväxtart som beskrevs av T. Yamazaki. Melampyrum yezoense ingår i släktet kovaller, och familjen snyltrotsväxter. Inga underarter finns listade i Catalogue of Life.